# شورای منطقه‌ای

نقشه شوراهای منطقه‌ای اسرائیل

شورای منطقه‌ای (انگلیسی: Regional council، جمع عبری: מוֹעָצוֹת אֵזוֹרִיּוֹת‎، ت. «Mo'atzot Ezoriyot»، مفرد عبری: מוֹעָצָה אֵזוֹרִית‎، ت. «Mo'atza Ezorit») یکی از سه نوع نهاد دولت محلی اسرائیل هستند. دو نوع دیگر شورای شهری و شورای محلی هستند. تا سال ۲۰۱۹، ۵۴ شورای منطقه‌ای وجود داشت که معمولاً مسئول اداره تعدادی از شهرک‌های پراکنده در مناطق روستایی بودند. شوراهای منطقه‌ای شامل نمایندگی از هر جایی بین ۳ تا ۵۴ جامعه هستند که معمولاً در یک منطقه نسبتاً بزرگ در مجاورت جغرافیایی یکدیگر پراکنده شده‌اند.
هر جامعه در یک شورای منطقه‌ای معمولاً از ۲۰۰۰ نفر جمعیت تجاوز نمی‌کند و توسط یک کمیته محلی اداره می‌شود. این کمیته نمایندگانی را متناسب با تعداد اعضای خود و بر اساس شاخصی که قبل از هر انتخابات تعیین می‌شود، به شورای منطقه‌ای اداره‌کننده می‌فرستد. شهرک‌هایی که شورای اداری ندارند، هیچ نماینده‌ای به شورای منطقه‌ای نمی‌فرستند، بلکه مستقیماً توسط آن شورا بررسی می‌شوند. نمایندگان شهرک‌هایی که مستقیماً نماینده دارند، یا مستقیماً یا از طریق انتخابات انتخاب می‌شوند. شکل غالب جوامعی که در شوراهای منطقه‌ای نماینده دارند، کیبوتص، موشاو و یِشویم کِهیلاتیم هستند.